# Ергюняг
Ергюняг (таб. Ергюнигъ) — село в Табасаранском районе Дагестана (Россия). Входит в состав сельского поселения «Сельсовет Джульджагский».

## География
Расположено в 4 км к западу от районного центра — села Хучни.
Ближайшие сёла: на юге — Юргулиг, на севере — Ханаг, на востоке — Джульджиниф.

## Население
| 1895 | 1926 | 1939 | 1970 | 1989 | 2002 | 2010 |
| ---- | ---- | ---- | ---- | ---- | ---- | ---- |
| 59   | ↗64  | ↗71  | ↗125 | ↘49  | →49  | ↗62  |
| 2021 |      |      |      |      |      |      |
| ↗65  |      |      |      |      |      |      |